# Marilynne Robinson
Marilynne Robinson (26 de novembro de 1943) é uma escritora e ensaísta estadunidense. Ao longo de sua carreira literária, Robinson recebeu inúmeros prêmios, incluindo o Prêmio Pulitzer de Ficção em 2005, a Medalha Nacional de Humanidades em 2012 e o Prêmio da Biblioteca do Congresso para Ficção Americana em 2016. Em 2016, Robinson foi nomeada na lista das 100 pessoas mais influentes da revista Time. Robinson começou a lecionar numa oficina de escrita da Universidade de Iowa em 1991 e se aposentou em 2016.
Robinson é a autora dos romances Housekeeping (1980) e Gilead (2004). Seus romances são conhecidos por sua representação temática da fé e da vida rural americana. Os temas de seus ensaios abrangem inúmeros tópicos, incluindo a relação entre religião e ciência, história dos EUA, poluição nuclear, João Calvino e política contemporânea.

## Biografia
Marilynne Robinson nasceu e cresceu em Sandpoint, no estado de Idaho, e estudou no Pembroke College, da Brown University, recebendo o seu bacharelato em 1966. O seu doutoramento, na Universidade de Washington, foi em 1977.
Robinson escreveu três aclamados romances: Housekeeping, em 1980, Gilead, em 2004, e Home, em 2008. Gilead ganhou o Prémio Pulitzer de Ficção, e Home ganhou o Orange Prize for Fiction do Reino Unido. Gilead acompanha Home, focando ambos a família Boughton.
É também autora de trabalhos não ficcionais, incluindo Mother Country: Britain, the Welfare State, and Nuclear Pollution, de 1989, e The Death of Adam: Essays on Modern Thought, de 1998. Escreveu numerosos artigos, ensaios e críticas para a Harper's Magazine, para a The Paris Review e para a The New York Times Book Review.
Na sua escrita, fortemente espiritual, é assumido, maioritariamente, um ponto de vista cristão sobre o mundo.
Tem sido escritora residente ou professora visitante de muitas universidades, incluindo a Universidade de Kent, a Amherst College e a Universidade de Massachusetts. Actualmente dá aulas no Iowa Writers' Workshop e vive em Iowa City.

## Prémios
- 1980:  Laços de família - no original Housekeeping - Hemingway Foundation/PEN Award, para o melhor primeiro romance; nomeação para o Prémio Pulitzer de Ficção.
- 2004:  Ao meu filho - no original Gilead - Prémio Pulitzer de Ficção de 2005; prémio da National Book Critics Circle; Ambassador Book Award de 2005.
- 2008:  Home - Orange Prize for Fiction de 2009; finalista para o National Book Award de 2009.

## Obras
Ficção
- Laços de família - no original Housekeeping (1980)
- Série Gilead
  - Gilead (2004) (tradução pt-br de  Maria Helena Rouanet, ISBN 978-6559670734)
  - Em Casa (pt-br, ISBN 978-8520922064), ou Casa (pt-pt, tradução de Alda Rodrigues), no original, Home (2008)
  - Lila (2014)
  - Jack (2020)

Não Ficção

Livros
- Mother Country: Britain, the Welfare State, and Nuclear Pollution (1989)
- The Death of Adam: Essays on Modern Thought (1998)
- Absence of Mind: The Dispelling of Inwardness from the Modern Myth of the Self (2010)
- When I Was a Child I Read Books: Essays (2012)
- The Givenness of Things (2015)

Ensaios:
- On beauty (2011)